# Nooit niet verliefd
Nooit niet verliefd is een lied van de Nederlandse zanger Guus Meeuwis en dj-duo Sunnery James & Ryan Marciano. Het werd in 2019 als single uitgebracht. 

## Achtergrond
Nooit niet verliefd is geschreven door Guus Meeuwis, Jan-Willem Rozenboom, Jaz Kuyper en Leo Alkemade en geproduceerd door Jaz Kuyper en Sunnery James & Ryan Marciano. Het is een nummer uit het genre nederpop met effecten uit de house. In het lied zingt de liedverteller over hoe verliefd hij op een ander is. Meeuwis kwam met inspiratie voor het lied toen hij bij een televisieserie de regel "I was never not in love with her" hoorde, welke hij vertaalde en verwerkte naar "Nooit niet verliefd op jou".
De samenwerking tussen de zanger en het dj-duo kwam tot stand toen zij in 2018 samen bij De Vrienden van Amstel LIVE! optraden en Sunnery James & Ryan Marciano het lied Je moet het voelen van Meeuwis bewerkten. Deze samenwerking beviel zo erg dat ze de studio ingingen om een nieuw lied te schrijven. Hoewel het eerst de bedoeling was om het resultaat uit deze studiosessie enkel bij de concertreeks Groots met een zachte G van Meeuwis te laten horen, beviel de artiesten het resultaat zo erg dat ze besloten om het als single uit te brengen. Voor veel fans en media was de samenwerking een onverwachte; het was voor Meeuwis de eerste keer dat hij met een dj/dj-groep samenwerkte en voor Sunnery James & Ryan Marciano de eerste keer dat ze met een Nederlandstalige artiest samenwerken.
Van het lied heeft Meeuwis ook een akoestische versie opgenomen, welke als bonustrack werd toegevoegd aan het album Deel zoveel.

## Hitnoteringen
De artiesten hadden weinig succes met het lied. Er was geen notering in de Single Top 100 en ook de Top 40 werd niet bereikt. Bij laatstgenoemde was er wel de vijftiende plaats in de Tipparade. 